# Шеріфф Сіньян
Шеріфф Сіньян (англ. Sheriff Sinyan, нар. 19 липня 1996, Банжул) — гамбійський футболіст, півзахисник празької «Славії».
Виступав, зокрема, за клуби «Ліллестрем» та «Молде», а також національну збірну Гамбії.

## Клубна кар'єра
Народився 19 липня 1996 року в місті Банжул. Вихованець юнацьких команд футбольних клубів «Оппсаль» та «Ліллестрем».
У дорослому футболі дебютував 2013 року виступами за команду «Гольмлія», в якій того року взяв участь у 9 матчах чемпіонату. У складі був одним з головних бомбардирів команди, маючи середню результативність на рівні 0,33 гола за гру першості.
Своєю грою за цю команду привернув увагу представників тренерського штабу клубу «Ліллестрем», до складу якого приєднався 2015 року. Відіграв за команду з Ліллестрема наступні чотири сезони своєї ігрової кар'єри.
До складу клубу «Молде» приєднався 2020 року. Станом на 3 березня 2021 року відіграв за команду з Молде 19 матчів в національному чемпіонаті.

## Виступи за збірну
У 2019 році дебютував в офіційних матчах у складі національної збірної Гамбії.

## Досягнення
- Володар Кубка Норвегії (1):

«Молде»: 2021-22
- Чемпіон Норвегії (1):

«Молде»: 2022
- Володар Кубка Румунії (1):

«ЧФР Клуж»: 2024-25

## Статистика виступів

### Статистика клубних виступів
| Сезон                  | Клуб                   | Чемпіонат              | Чемпіонат | Чемпіонат | Національний кубок | Національний кубок | Національний кубок | Континентальні кубки | Континентальні кубки | Континентальні кубки | Суперкубки | Суперкубки | Суперкубки | Усього | Усього |
| Сезон                  | Клуб                   | Ліга                   | Ігор      | Голів     | Ліга               | Ігор               | Голів              | Ліга                 | Ігор                 | Голів                | Ліга       | Ігор       | Голів      | Ігор   | Голів  |
| ---------------------- | ---------------------- | ---------------------- | --------- | --------- | ------------------ | ------------------ | ------------------ | -------------------- | -------------------- | -------------------- | ---------- | ---------- | ---------- | ------ | ------ |
| 2013                   | Holmlia                | 3ДН                    | 9         | 3         | КН                 | 0                  | 0                  | -                    | -                    | -                    | -          | -          | -          | 9      | 3      |
| 2015                   | «Ліллестрем»           | ЧН                     | 0         | 0         | КН                 | 2                  | 0                  | -                    | -                    | -                    | -          | -          | -          | 2      | 0      |
| 2016                   | «Ліллестрем»           | ЧН                     | 10        | 1         | КН                 | 2                  | 0                  | -                    | -                    | -                    | -          | -          | -          | 12     | 1      |
| 2017                   | «Ліллестрем»           | ЧН                     | 0         | 0         | КН                 | 0                  | 0                  | -                    | -                    | -                    | -          | -          | -          | 0      | 0      |
| 2018                   | «Ліллестрем»           | ЧН                     | 0         | 0         | КН                 | 0                  | 0                  | ЛЄ                   | 0                    | 0                    | СкН        | 0          | 0          | 0      | 0      |
| 2019                   | «Ліллестрем»           | ЧН                     | 19+2      | 0         | КН                 | 3                  | 0                  | -                    | -                    | -                    | -          | -          | -          | 24     | 0      |
| Усього за «Ліллестрем» | Усього за «Ліллестрем» | Усього за «Ліллестрем» | 29+2      | 1+0       |                    | 7                  | 0                  |                      | 0                    | 0                    |            | 0          | 0          | 38     | 1      |
| черв.-груд. 2020       | «Молде»                | ЧН                     | 0         | 0         | КН                 | 0                  | 0                  | ЛЧ                   | 0                    | 0                    | -          | -          | -          | 0      | 0      |
| Усього за кар'єру      | Усього за кар'єру      | Усього за кар'єру      | 38+2      | 4+0       |                    | 7                  | 0                  |                      | 0                    | 0                    |            | 0          | 0          | 47     | 4      |